# Любен Спасов
Любен Димитров Спасов (22 март 1943 - 5 юли 2023) е български шахматист. През 1972 г. става международен майстор, а от 1976 г. е гросмайстор. През януари 1976 г. достига  92-ро място в световната ранглиста с ЕЛО рейтинг 2490. През 2005 г. става световен шампион за ветерани.
Участва на шест Балканиади по шахмат през периода 1975–1978 и 1981-1982 г. Дългогодишен национален състезател е, както и многократен републикански шампион с отбора на ШК Славия.
Почива на 5 юли 2023 г.